# Gonos

Mapa con algunas de las principales ciudades de la antigua Tesalia y zonas adyacentes. Gonos estaba situada al norte.

Gonos o Gono (en latín, Gonni o Gonnus; en griego, Γόννος o Γόννοι) fue una antigua ciudad del distrito de Perrebia, en Tesalia. Quizá su nombre esté relacionado con Guneo, mencionado en la Ilíada.
Era una de las ciudades principales del norte de Tesalia, y estaba situada al norte del río Peneo, cerca de los dos únicos pasos que permitían la entrada en Tesalia desde el norte (Valle de Tempe y Paso del Olimpo). Por este paso del Olimpo situado junto a Gonos entró Jerjes I de Persia a Tesalia.
Después de la batalla de Cinoscéfalas (197 a. C.) Filipo V de Macedonia huyó a Tempe, pero se paró un día en Gonos para esperar a las tropas que habían sobrevivido.
En la guerra de Roma contra el seléucida Antíoco III Megas, este último salió de Demetríade y llegó a Larisa de Tesalia mientras una parte del ejército romano dirigido por Apio Claudio Pulcro cruzó el paso del Olimpo y llegó a Gonos, donde estableció un gran campamento de mayores dimensiones de las requeridas con el fin de amedrentar a las tropas de Antígono. Quizá debido a este ardid o quizá por la próxima llegada del invierno, Antígono se retiró de nuevo hasta Demetríade.
En 171 a. C. Gonos fue fortificada por Perseo de Macedonia, y cuando inició su retirada el cónsul romano Licinio avanzó hacia Gonos, pero la consideró demasiado difícil de conquistar.
Ya no volvió a ser un centro relevante, pero subsistió como ciudad durante la dominación romana. Desapareció durante el Imperio bizantino, y en el siglo XI, en el lugar de la antigua ciudad se fundó Lykostomion.
Leake establece el lugar de la antigua Gonos en Lykóstomo (Boca del Lobo) en el valle de Dereli, al pie del monte Olimpo, y a menos de 2 km del río Peneo. Allí se hallan algunas ruinas de una antigua ciudad, en parte helénicas y en parte de otras épocas.